# Ancyronyx patrolus
Ancyronyx patrolus es una especie de escarabajo acuático del género Ancyronyx, familia Elmidae, tribu Ancyronychini. Fue descrita científicamente por Freitag y Jach en 2007.
Habita en bosques poco perturbados.

## Descripción
El cuerpo mide 1,4–1,5 milímetros de longitud y 0,61–0,66 milímetros de ancho. Es de color marrón oscuro a negro con antenas y élitros amarillentos.

## Distribución
Se distribuye por la provincia de Palawan y el municipio de Busuanga, en Filipinas.